# Crest Cemetery
Crest Cemetery is een Britse militaire begraafplaats met gesneuvelden uit de Eerste Wereldoorlog, gelegen in de Franse gemeente Fontaine-Notre-Dame (Noorderdepartement). De begraafplaats ligt 1.600 m ten noorden van de dorpskern (Gemeentehuis) aan de weg naar Sailly-lez-Cambrai. Ze werd ontworpen door Wilfred Von Berg en heeft een min of meer L-vormig grondplan met een bakstenen ommuring. Het Cross of Sacrifice staat tegenover de toegang in de noordoostelijke hoek. De begraafplaats wordt onderhouden door de Commonwealth War Graves Commission.
De begraafplaats telt 88 doden waaronder 4 niet geïdentificeerde.

## Geschiedenis
Fontaine-Notre-Dame werd op 21 november 1917 door de 51st (Highland) Division voor een korte tijd veroverd, en opnieuw door de Guards Division op 27 november 1917. Daarna bleef het in Duitse handen tot de 3rd, de 4th Canadian en de 57th Divisions het op 27 september 1918 heroverden. De begraafplaats werd dan gestart. Alle slachtoffers sneuvelden tussen 27 september en 2 oktober 1918 en behalve twee Britten zijn het allemaal Canadezen. 

## Onderscheiden militairen
- Mortimer Arnold Neelon, kapitein bij de Canadian Infantry; Malcolm McRae, luitenant bij het 1st Canadian Mounted Rifles Battalion en J. T. Probert, luitenant bij het Royal Canadian Regiment werden onderscheiden met het Military Cross (MC).
- compagnie sergeant-majoor H. Rose en korporaal william Russell Muddleton, beiden van de Canadian Infantry werden onderscheiden met de Distinguished Conduct Medal (DCM).
- de sergeanten John Dick en William Clark Gibb, korporaal S.P. Suthern en de soldaten William Charles Gurney en R. Maxwell ontvingen de Military Medal (MM).